# Gasthaus zum Adler (Schwerzen)

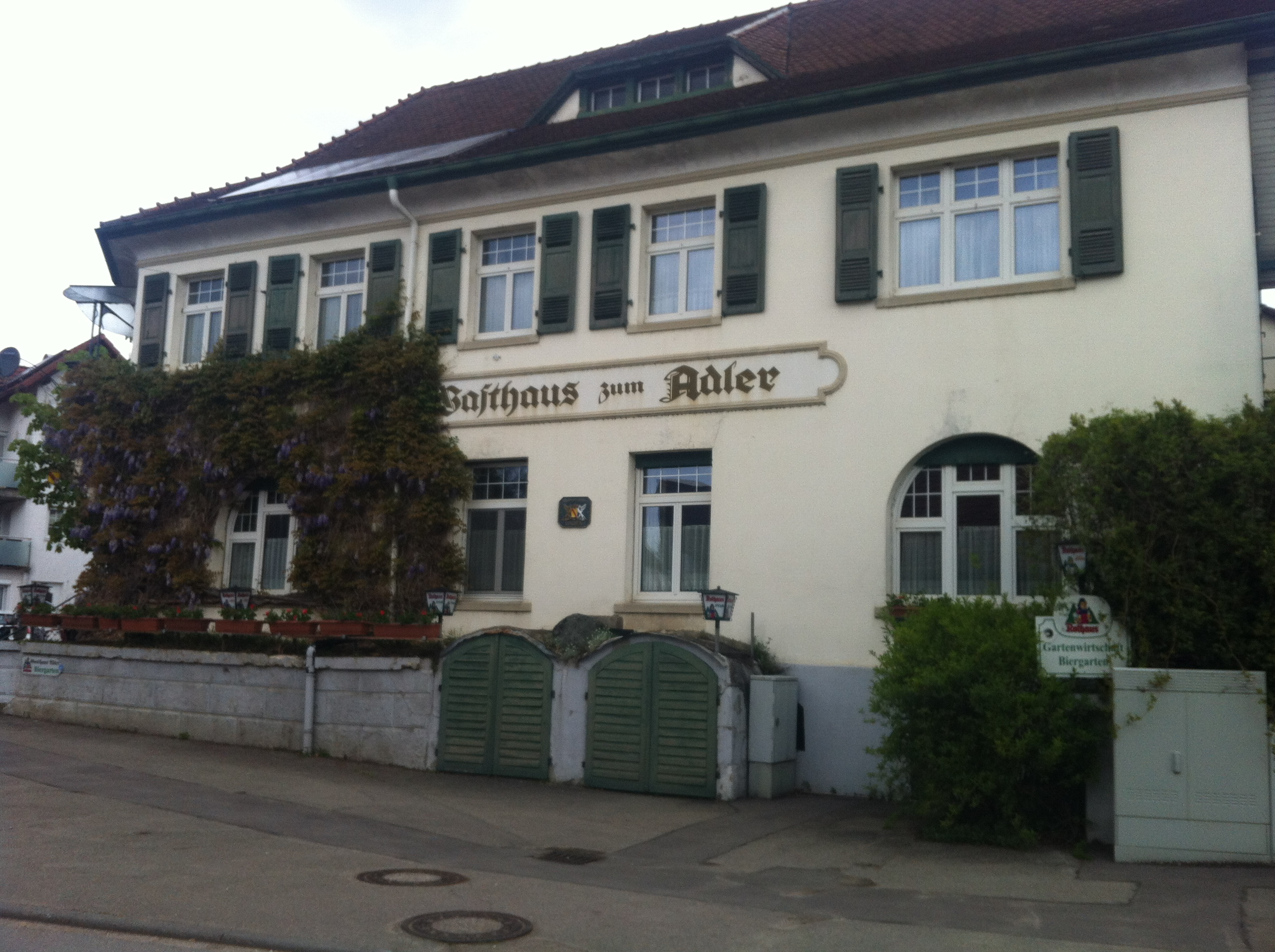
Frontansicht des Gasthauses in Schwerzen

Das Gasthaus zum Adler in Schwerzen, in der Gemeinde Wutöschingen im Landkreis Waldshut in Baden-Württemberg ist ein Traditionshaus, das erstmals in schriftlicher Überlieferung im Jahr 1706 erscheint. Die Gaststätte stand und steht in der Mitte der Ortschaft an verkehrsgünstiger Stelle. Seit 1785 im Besitz der Familie Albiker wird sie heute von Arnulf Albiker, dem Sohn der Seniorwirtin Maria Ursula Albiker geführt.

## Zum Alter des Gasthauses
In der Chronik von Lauchringen befindet sich ein Bericht über die Wassernutzung der Wutach:
- „In trockenen Sommern und im Winter war die oft genug ‚wütende Aach‘ nur ein armseliges Rinnsal, und es entbrannte vor allem zwischen dem Horheimer und Oberlauchringer Müller [„Bannmühle“] ein heftiger Streit um die kostbare Antriebskraft […] das andere Mal beschwerten sich die Bauern, daß ihre Wiesen vertrocknen, weil ihnen der Müller alles Wasser wegnehme. […] 1706 wurde ein solcher Streit bei einem Treffen der Gemeindevorgesetzten, einem gemeinsamen Mittagessen im Pfarrhof in Schwerzen und einem Trunk im Wirtshaus ‚Zum Adler‘ beigelegt.“[1]

### Standort
Überliefert ist, dass ein Abzweig der römischen Heeresstraße von den Alpen zum Limes kurz hinter der Passhöhe von Bechtersbohl in der Klettgau-Ebene in die Richtung der Ausläufer des Südschwarzwalds führte. Diese Verbindung querte die Wutach bei Horheim und verläuft auch heute weiter zur Ortschaft Ühlingen, in deren Nähe Fundamente eines römischen Gutshofes gefunden wurden. Um eine Wegekreuzung kurz vor dem Wutachübergang liegt die Ortschaft Schwerzen, die eine alte Verbindung nach Nordosten entlang der Wutach aufweist und in der Ortsmitte einen Abzweig über den nördlichen Randenausläufer nach Rechberg im Klettgau. Heute eine Nebenstraße, doch in alter Zeit durch die Kürze der Verbindung eine wichtige Wegführung in die Klettgauebene. Am Abzweig befindet sich der Adler, der infolge der Schnittstelle in drei Richtungen eine uralte Straßenstation gewesen sein wird. Zudem war der Wutachübergang in alter Zeit problematisch, da der oft reißende und dann wieder mäandrierende Fluss zu Wartezeiten nötigte. Die Region selbst war in römischer Zeit über zwei Jahrhunderte erschlossen. Die Annahme eines sehr alten Standortes als Straßenstation bezieht aus diesen Umständen ihre Plausibilität.

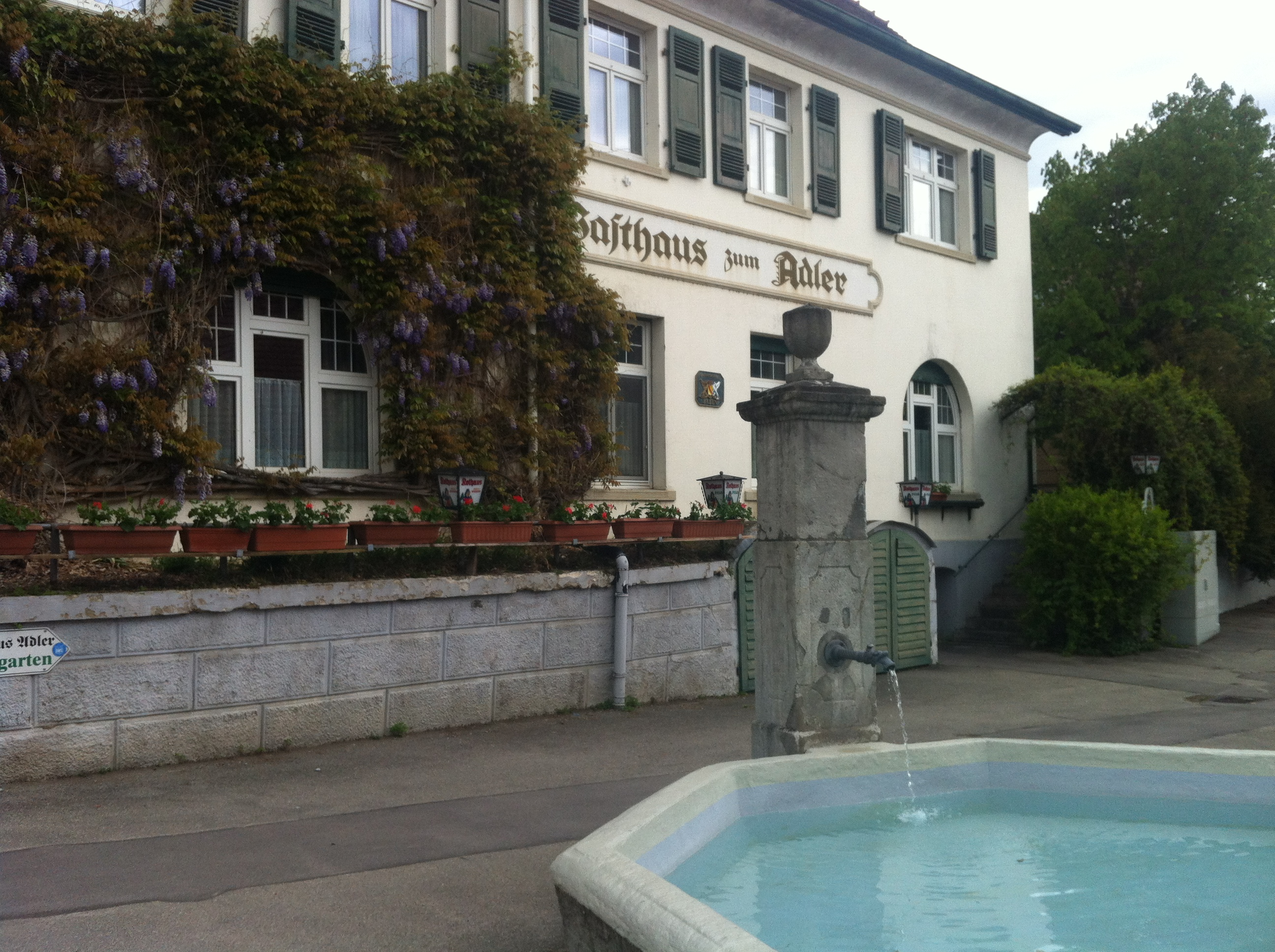
Gasthaus mit Dorfbrunnen

Vor dem Adler befindet sich auch der „Dorfbrunnen“, der 1866 achteckig an Ort und Stelle aus einem Stück gehauen wurde.

## Geschichte
Überliefert ist, dass sich in oder bei Schwerzen ein mittelalterlicher Verhandlungsplatz mit Funktion als Gerichtsstätte befand:
- „Nach 1400 wurde Landgericht in [Aufzählung …] Schwerzen, gewöhnlich ‚an freier kaiserlicher, des Reichs Straße‘ gehalten, bis die Gerichtstage etwa von der Mitte des 15. Jahrhunderts an vor allem bei schlechter Witterung in die Rathäuser oder bestimmte Wirtshäuser, wie den ‚Adler‘ [als Beispiel gemeint der Adler Lauchringen] […] verlegt wurden.“[3]

Sehr alt wird auch der Weinbau sein, der sich südlich des Ortes an den Ausläufern des Randengebirges hinzog: „So entstanden die alten Weinberge am Semperbuck für den Nebenort Willmendingen, das Loh und die äußeren Reben für Schwerzen. […] In früheren Jahrhunderten und noch bis vor etwa 20 Jahren [Text von 1927] bestanden zum Keltern nur die beiden alten Pressen in der 1617 eigens dazu errichteten Gemeindetrotte.“
- 1763 verliehen die Herren von Schwarzenberg „dem Bürger Ehrensberger das Tavernrecht. Dieses gestattete Wein auszuschenken, zu metzgen, zu backen und Gäste zu beherbergen. Gleichzeitig durfte er das Tavernschild mit dem Reichsadler aushängen.“ Es handelte sich um den habsburgischen Doppeladler. Das heutige schmiedeeiserne Wirtshausschild ist jedoch nicht mehr das Original. Der Adler war die einzige Taverne im Dorf.

„Um 1785 erhielt Gallus Albiker von Schwerzen das Tavernrecht und begründete die jahrhundertelange Albiker-Dynastie der Adler-Wirte und Wirtinnen.“  Auferlegt wurde ihm „außer dem gewöhnlichen Umgeld […]  an das Rentamt in Tiengen jährlich 12 Gulden als eine Recognition zu entrichten.“
Der über die heutige Landstraße gegenüber dem Adler liegende Hof mit einem 1788 datierten Stein am Kellerabgang beherbergte wichtige „Dienstleistungseinrichtungen“: eine Schmiede und den „Notstand“ zum Beschlagen des Vieh.
- „Nach einer amtlichen Aufstellung bestanden im Jahre 1809 in der Landgrafschaft Klettgau 30 Tafernen, […] je eine in […] Schwerzen“.[7]

1906 vernichtete ein Großbrand das alte Gebäude des Adler, das 1907 in kleinerer Bauweise wiederhergestellt wurde.

### Familie Albiker
„Die Albikers stammen in alter Wirtetradition aus dem Gasthaus ‚Hirschen‘ in Endermettingen.“
Nach der Übernahme 1785 in Verbindung mit der Verleihung des Tavernrechts an Gallus Albiker folgten sein Sohn Johann Baptist und Theresia Albiker, geborene Bachmann aus Geislingen. Von deren 7 Kindern übernahm der Sohn Ludwig mit Frau Maria Josepha, geborene Manz, das Gasthaus. „Er war bereits seit über 30 Jahren Adlerwirt als 1890 sein Sohn August [mit Ehefrau Elisabetha] den Familienbetrieb übernahm. Nach dem Brand von 1906 war das Haus 1907 wieder bezugsfertig.“ 1926 folgte August’s Sohn Arno als Wirt mit seiner Frau Cäcilie, geb. Maier aus Gurtweil. Arno starb 1937, Cäcilie Albiker führte das Gasthaus bis 1962.
Deren Sohn Armin und seine Frau Maria Ursula (geborene Tröndle aus Oberweschnegg) „übernahmen 1962 den Gaststättenbetrieb zu dem noch eine ansehnliche Landwirtschaft gehörte. Diese wurde bis 1990 von Armin Albiker betrieben.“
Seit 1990 setzt Sohn Arnulf (* 1964) die Albikersche Adlerwirtstradition fort. Die Seniorwirtin, Maria Ursula, war noch bis 2010 tatkräftig dabei.
Verwandtschaft besteht zum Bildhauer Karl Albiker (1878–1961), Schüler von Rodin und Vertreter der „gemäßigten Moderne“.

## Ausstattung
Zahlreiche Jugendstil-Elemente (Höhepunkt der Kunstepoche etwa 1890 bis 1910) enthalten neben der Fassade vor allem die Türen und Fenster. Im Wirtsraum hängt ein schmiedeeiserner Lüster vom Kunstschmied Knöpfel aus Rheinheim (früher im Weilheimer Adler). Über dem Ausgang befindet sich ein Nußbaum-Holzrelief von Walter Albiker (* 1898) aus dem Jahr 1935. Im Gastraum befinden sich Reproduktionen alter Ansichtskarten. Ein Wappenstein, dessen Herkunft und heraldische Aussage ungeklärt ist: „Die linke Medaille zeigt das Wappen des geadelten Geschlechts der Becks von Willmendingen. […] Das rechte Medaillon mit dem Greif konnte bisher nicht geklärt werden.“ Ein weiterer Wappenstein ist zwischen den beiden außen gelegenen Kellerzugängen gesetzt.
Alt war auch eine Kegelbahn, die im Juli 1977 neu eröffnet werden sollte. Dem „ging 1976 ein Brand voraus, der das gesamte Ökonomiegebäude und Gerätschaft (‚Fahrnisse‘) vernichtete. Unter anderem brannte auch ein Schuppen ab, in dem die bereits angeschaffte neue Kegelbahn lagerte. ‚Gastwirt Albiker ließ sich jedoch nicht entmutigen. Mit seiner ihm eigenen Zähigkeit arbeitete er weiter und eröffnete dieser Tage seine neue Kegelbahn‘, resümierte der Alb-Bote vom 22. Juli 1977. Die Bahn steht heute noch zur Verfügung.“

## Wirtin Maria Ursula Albiker
Die rüstige 87-jährige Alt-Wirtin Ursula Albiker (aktiv bis 2010) schrieb auf der Basis lebenslang gesammelter Notizen zusammen mit der ebenfalls aus Schwerzen stammenden Autorin Roswitha Gruler (geb. Kessler) das Buch „Immer wieder gerne“, das 2021 im Selbstverlag erschien.